# Mexikanische Hirschmaus
Die Mexikanische Hirschmaus (Peromyscus mexicanus) ist ein in Mittelamerika lebendes Nagetier (Rodentia) aus der Familie der Wühler (Cricetidae).

## Merkmale
Erwachsene Mexikanische Hirschmäuse erreichen eine Kopf-Rumpf-Länge von 94 bis zu 125 Millimetern und eine Schwanzlänge von 95 bis 132 Millimetern. Sie wiegen zwischen 40,3 bis 56,5 Gramm bei den Männchen sowie 35,0 bis 47,0 Gramm bei den unbefruchteten Weibchen. Ihr kurzes, weiches Fell ist an der Oberseite bräunlich bis zimtrot gefärbt, die Unterseite ist cremig weiß. Die Ohren sind dunkelbraun mit einer schwachen weißlichen Kante. Die Hinterfüße sind weiß und die Fußwurzelgelenke dunkelbraun. Der Schwanz ist überwiegend glatt, schwach beschuppt, zeigt kaum erkennbare Haare und ist zweifarbig, oben matt weiß, unten dunkel sowie leicht gefleckt. Die Zahnformel lautet I2/2-C0/0-P0/0-M3/3.

## Ähnliche Arten
Die Mexikanische Hirschmaus kann von anderen Arten von Weißfußmausarten (Peromyscus) durch das nahezu vollständige Fehlen von Haaren auf dem Schwanz unterschieden werden.

## Verbreitung, Lebensraum und Gefährdung
Die Mexikanische Hirschmaus kommt mit mehreren Unterarten von Mexiko bis Panama verbreitet vor. Sie bewohnt bevorzugt Laubwälder im tropischen Tiefland, wurde jedoch auch in Kaffee- und Zuckerrohrplantagen nachgewiesen. Die Art wird von der Weltnaturschutzorganisation IUCN als „Least Concern = nicht gefährdet“ klassifiziert.

## Lebensweise

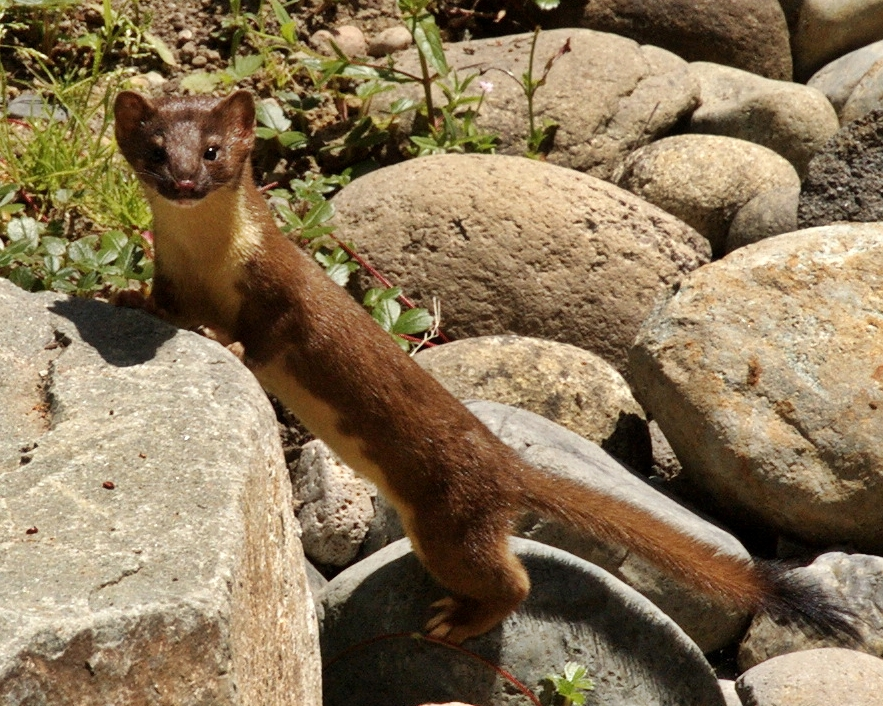
Langschwanzwiesel, ein Hauptfressfeind

Die Mexikanische Hirschmaus lebt gewöhnlich in Höhlen unter umgestürzten Baumstämmen oder zwischen den Wurzeln von Bäumen. Die Brutzeit kann sich durchgehend über das Jahr erstrecken. Ein Weibchen wirft zwischen einem und vier Junge. Das Geschlechterverhältnis der Würfe zeigt keine Unterschiede zwischen männlichen und weiblichen Jungtieren. Nach sechs bis sieben Tagen beginnen sie im Nest umherzukriechen.
Die Mexikanische Hirschmaus ernährt sich gerne von tropischen Früchten, beispielsweise von Mango- (Mangifera) und Prunus-Arten. In ihren Bauen wurden auch Kaffeebohnen und verschiedene Samen gefunden. Gliederfüßer (Arthropoda) sind außerdem ein wichtiger Bestandteil ihrer Nahrung.
Fressfeinde sind u. a. Eulen (Strigiformes) und Schlangen. Untersuchungen ergaben, dass die Mexikanische Hirschmaus auch zum Nahrungsspektrum des Langschwanzwiesels (Mustela frenata) gehört, das dadurch eine wichtige ökologische Rolle spielt, indem es die Peromyscus-Populationen in Grenzen hält.